# Руше (город)
Руше (словен. Ruše, нем. Maria Rast) — город и община в северо-восточной части Словении. Расположен на правом берегу реки Дравы, в 12 км к юго-западу от города Марибора. Является частью исторической области Нижняя Штирия. Население общины составляет 7351 человек, население самого города — 4571 человек.
Местная церковь Святого Имени Марии впервые упоминается в письменных источниках в 1387 году, однако в 1532 году она была разрушена турками-османами. После этого построена вновь и значительно расширена в XVII веке. Современная постройка относится к 1833 году.